# Joyce & Co.
Joyce & Co. was een schrijvers- en filmerscollectief te Haarlem. Het werd eind jaren zestig opgericht door Geerten Meijsing en Kees Snel.

## Naam
De naam ‘Joyce & Co.’ is een verwijzing naar Shakespeare & Co., de Parijse boekhandel die in 1919 werd opgericht door de Amerikaanse Sylvia Beach. Haar winkel aan de rue de l’Odéon was in de jaren twintig en dertig een ontmoetingspunt voor in literatuur geïnteresseerde Engelstalige immigranten in Parijs, en ook de Ierse schrijver James Joyce was een regelmatige bezoeker. Omdat Joyce problemen had met uitgevers in Groot-Brittannië en de Verenigde Staten, verscheen zijn roman Ulysses in 1922 onder de imprint van Shakespeare & Co. Meijsing beweerde later dat ‘Joyce & Co.’ de naam was van een slagersbedrijf in Dublin, hetgeen goed mogelijk is aangezien ‘Joyce’ in Ierland een zeer alledaagse achternaam is.

## Geschiedenis
In het midden van de jaren zestig krijgen de gymnasiasten Meijsing en Snel via hun leraar Geschiedenis toegang tot de lees- en discussiegroep van de Haarlemse advocaat Gerard de Leeuw, die op gezette tijden een kleine groep belangstellenden in zijn woning uitnodigt om het werk van James Joyce te bestuderen. Uit ongeduld en leergierigheid beginnen Snel en Meijsing, naast het gymnasium, hun eigen opvoeding ter hand te nemen. Zij institutionaliseren hun gesprekken tot wat zij later ‘werkklasjes’ zullen noemen en brengen elkaar schriftelijk verslag uit van wat ze gelezen hebben. Het concept 'Joyce & Co.' is geboren. Meijsing neemt het pseudoniem 'Erwin Garden' aan, terwijl Snel zijn naam verengelst tot 'Keith Snell'.
Wat de twee aanvankelijk voor ogen lijkt te staan is een collectief dat boeken, films en vertalingen produceert. Meijsing en Snel modelleren een groep min of meer naar het voorbeeld van Andy Warhols Factory, met literatuur in plaats van beeldende kunst als de centrale bezigheid. Joyce & Co. bestaat in deze eerste jaren uit zes personen die elkaar grotendeels kennen van de middelbare school – naast Meijsing en Snel zijn dat Mick Broekhof, Jeroen Fonville, Frans Verpoorten jr. en Henk Willem Zeevat. Al gauw blijkt echter dat Meijsing en Snel het meeste vertaalwerk doen, dat het maken van films niet meevalt en dat Meijsing de enige echte schrijver van de groep is. Bij het verschijnen van de eerste roman van Joyce & Co. prijkt dan ook een grote foto van Meijsing op de achterflap van het boek – tot ongenoegen van Snel. De recensenten concluderen hieruit (in feite terecht) dat hij ook de schrijver is, en de naam ‘Joyce & Co.’ een enigszins merkwaardig pseudoniem.
Na de romans Erwin (1974) en Michael van Mander (1979) wordt de naam 'Joyce & Co.' een last die groter lijkt te worden bij elk nieuw boek van Meijsing, en in 1981 zegt hij vaarwel tegen zowel het pseudoniem als zijn compagnon Kees Snel. De brievenbundel Werkbrieven 1968–1981 (1982) wordt min of meer ter gelegenheid van die breuk gepubliceerd. In het voorwoord schrijft Meijsing: 'De reden voor het bijeenbrengen van deze 'Werkbrieven' is dat het 'collectief Joyce & Co.' niet meer bestaat – nooit bestaan hééft zoals de lezer uit deze brieven moet kunnen opmaken, behalve in de belofte van een aanlokkelijk idee'. In 1986 verschijnt het derde deel van de Erwin-trilogie, Cecilia, waarbij de auteursnaam Joyce & Co. alleen nog om redenen van uniformiteit wordt gebruikt.
In later jaren zal Meijsing enigszins terugkomen op zijn wellicht wat al te bruuske uitspraken over Joyce & Co. in het voorwoord van Werkbrieven 1968-1981. Als hij in 2004 gastcolleges geeft aan de Universiteit Leiden, doet hij dit onder de titel ‘Creatief schrijven volgens Joyce & Co.’ De werkklasjes vormen voor Meijsing de essentie van Joyce & Co. Op een lijst met nog te publiceren werken uit 2007 staat onder meer de titel Het schrijven volgens Joyce & Co. oftewel de Werkklasjes. In 2010 verschijnt, met instemming van Meijsing, onder de auteursnaam Joyce & Co. een bibliofiele uitgave van het laatste Erwin-verhaal uit 1984, Erwins wake.

## Eigen werken
- 1974 - Erwin, 5 october 1972 ISBN 9029524642
- 1979 - Michael van Mander ISBN 9029524650
- 1979 - Zendbrief voor de lezers van Michael van Mander
- 1982 - Erwins echo ISBN 902952460X
- 1982 - Venetiaanse brieven en Calabrese dagboeken ISBN 9029524596
- 1982 - Werkbrieven 1968-1981 ISBN 9065211160
- 1986 - Cecilia ISBN 9029524545
- 2010 - Erwins wake

## Vertaalde werken
- 1972 - William S. Burroughs - Naakte lunch, vertaling uit het Engels: The naked lunch (1959) ISBN 9029001739
- 1973 - Emmett Grogan - Ringolevio. Spel van leven en dood, vertaling uit het Engels: Ringolevio, A Life Played for Keeps (1972) ISBN 9026957181
- 1973 - Jack Kerouac - Wildernis. Big Sur, vertaling uit het Engels: Big Sur (1962) ISBN 9026957262
- 1975 - Charles Baudelaire - Arm België, vertaling uit het Frans: Pauvre Belgique (1864) ISBN 902950160X
- 1975 - Div. auteurs - Vijf verhalen uit de Franse zwarte romantiek, vertaling uit het Frans: François-René de Chateaubriand, René (1802); Petrus Borel, Champavert (1833); Gustave Flaubert, Novembre (1842); Jules Barbey d'Aurevilly, Le Bonheur dans le crime (1874); Marcel Proust, La confession d'une jeune fille (1896) ISBN 9025305385
- 1975 - Zelda Fitzgerald - Mag ik de wals?, vertaling uit het Engels: Save Me the Waltz (1932) ISBN 9025464408
- 1978 - Fr. Rolfe – Hadrianus VII, vertaling uit het Engels: Hadrian the Seventh (1904) ISBN 9029535938
- 1981 - Richard Gilman - Decadentie. De merkwaardige geschiedenis van een etiket, vertaling uit het Engels: Decadence. The strange life of an epithet (1975) ISBN 9029518049
- 1981 - Stendhal - Brieven. Een keuze uit de correspondance, vertaling uit het Frans: Correspondance (1927) ISBN 9029546727
- 1982 - Palinurus - Het rusteloze graf, vertaling uit het Engels: The Unquiet Grave (1944) ISBN 9029233192
- 1983 - Raymond Queneau - We zijn altijd te aardig voor vrouwen (een Ierse roman van Sally Mara), vertaling uit het Frans: On est toujours trop bon avec les femmes (1947) ISBN 9065210784
- 1984 - Norman Douglas - Terugblik, vertaling uit het Engels: Looking back (1934) ISBN 9029513136
- 1985 - Marcel Proust - Brieven 1885-1905, vertaling uit het Frans: Correspondance de Marcel Proust I-VI (1926 ff.) ISBN 9029534133
- 1986 - Gobineau - De rode zakdoek, gevolgd door Adélaïde, vertaling uit het Frans: Le mouchoir rouge (1872); Adélaïde (1869) ISBN 9029516704